# Valvola a membrana
Una valvola a membrana presenta un otturatore elastico, spinto da uno stelo, che può aprire o chiudere il passaggio del liquido.
Si differenzia da altre valvole per il tipo di otturazione dove il particolare elastico, che può essere di materiale metallico o un elastomero, non agisce radialmente in un cilindro ma su una circonferenza sul piano della sua superficie.